# 編集史研究
編集史研究（へんしゅうしけんきゅう、独: Redaktionsgeschichte, 英: Redaction criticism）は、聖書批評学の一つの方法である。単なる伝承の収集者であった聖書記者を、編集者としてみて、その役割を積極的に評価するのが編集史研究である。編集史批評とも呼ばれる。
1940年代から1950年代までに、ギュンター・ボルンカム、ハンス・コンツェルマンが、マタイの福音書とルカの福音書の著者がマルコの福音書を用いてどのように、自らの神学を表現したかということを論じた。